# Иоссер (река)
Иоссер (устар. Иосер, Иошера, Есер) — река в России, протекает по Республике Коми. Иоссер сливается с Ропчей, образуя Весляну. Длина реки составляет 42 км.

## Притоки
- 23 км: Чёрный (пр)
- 27 км: Кручинушка (лв)
- 42 км: Вис (лв)
- 42 км: Тобысь (пр)

## Данные водного реестра
По данным государственного водного реестра России относится к Двинско-Печорскому бассейновому округу, водохозяйственный участок реки — Вычегда от города Сыктывкар и до устья, речной подбассейн реки — Вычегда. Речной бассейн реки — Северная Двина.
Код объекта в государственном водном реестре — 03020200212103000021920.